# Bellum omnium contra omnes

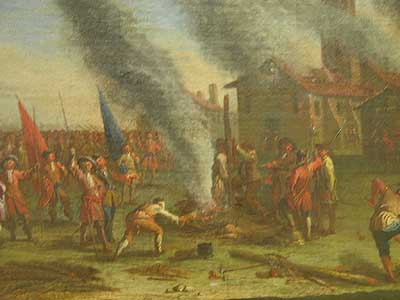
"As Misérias da Guerra" de Jacques Callot (1592-1635)

 "Bellum omnia omnes"  ou Bellum omnium contra omnes é a tradução para o latim da expressão "A guerra de todos contra todos". É nesse estado que Thomas Hobbes entende que viverá a humanidade em uma situação de estado natural (pré-social), descrita em sua obra Leviatã. Hobbes acredita que a humanidade, para evitar tal condição, opta por um contrato social, abdicando de certas liberdades em troca de uma convivência pacífica em sociedade.